# Solne Miasto Wieliczka
MKF Solne Miasto Wieliczka – polski klub futsalowy z Wieliczki, w sezonach 2016/2017 i 2017/2018 występujący w ekstraklasie, najwyższej klasie rozgrywek w Polsce. Młodzieżowy Mistrz Polski U-20 w sezonie 2015/2016 oraz wicemistrz w kategorii U-18 w sezonach 2013/2014 i 2014/2015.